# Para Sobrevivir
Para Sobrevivir es el tercer álbum de la banda norteña Duelo, siendo su quinta producción discográfica si agregamos los álbumes Si acaso me escuchas, Duelo norteño y Duelo norteño II.
Este álbum fue lanzado el 1 de enero de 2004, bajo el sello de Fonovisa Records.
Es el primer álbum en tener todas sus canciones autoría del vocalista del grupo.

## Lista de canciones
| N.º   | Título                   | Letras             | Duración |  |
| 1.    | «Después de Amar»        | Oscar Iván Treviño | 03:49    |  |
| 2.    | «Hablar De Ti»           | Oscar Iván Treviño | 03:31    |  |
| 3.    | «No Se Encuentra»        | Oscar Iván Treviño | 02:34    |  |
| 4.    | «Bienvenido Al Amor»     | Oscar Iván Treviño | 03:09    |  |
| 5.    | «Platicamos Tanto»       | Oscar Iván Treviño | 03:33    |  |
| 6.    | «Entonces Comprendí»     | Oscar Iván Treviño | 03:32    |  |
| 7.    | «Para Sobrevivir»        | Oscar Iván Treviño | 02:51    |  |
| 8.    | «Si Te Olvido»           | Oscar Iván Treviño | 03:23    |  |
| 9.    | «Después De La Tormenta» | Oscar Iván Treviño | 04:30    |  |
| 10.   | «Me Gana»                | Oscar Iván Treviño | 02:54    |  |
| 11.   | «Déjame Volar»           | Oscar Iván Treviño | 02:57    |  |
| 12.   | «Lo Que Nunca Comenzó»   | Oscar Iván Treviño | 03:58    |  |
| 40:41 |                          |                    |          |  |